# Clemens Julius Mangner
Clemens Julius Mangner, häufig in abgekürzter Form C. J. Mangner (* 24. September 1885 in Bonn; † 19. Dezember 1961 in Wuppertal), war ein deutscher Architekt, der in seiner Heimatstadt Bonn und im heutigen Wuppertal wirkte.

## Leben
Mangner besuchte das Städtische Gymnasium Sedanstraße in der heute zu Wuppertal gehörenden Stadt Barmen. Er studierte unter anderem bei Wilhelm Kreis in Düsseldorf. Sein Architekturbüro führte er zuletzt in einem nach eigenen Plänen für sich selbst erbauten Wohn- und Bürohaus in Barmen (An der Bergbahn 14). Von dort aus plante er unter anderem auch Wohnhäuser für Bonner Neubürger aus dem Ruhrgebiet. Im heutigen Wuppertal war Mangner mit dem Bau von Siedlungen im genossenschaftlichen Wohnungsbau betraut, darunter der Siedlung Frankenplatz (1912–1927). Ab 1920 ist er für einige Jahre mit einem Büro in Bonn nachweisbar (Münsterplatz 19). 1923 gewann Mangner einen Wettbewerb für den Neubau der Wuppertaler Schwebebahnstation Döppersberg (heute Hauptbahnhof) im Rahmen einer Umgestaltung von Brausenwerther Platz und Döppersberger Brücke und wurde auch mit der Durchführung beauftragt. Er war Mitglied des Bundes Deutscher Architekten, innerhalb dessen er zum Vorsitzenden und später Ehrenvorsitzenden der Kreisgruppe Wuppertal und der Bezirksgruppe Düsseldorf ernannt wurde, sowie zeitweise des Deutschen Werkbundes. Zudem gründete Mangner die Ortsgruppe Wuppertal des Rheinischen Vereins für Denkmalpflege und Landschaftsschutz und wurde ihr erster Vorsitzender. 1925 wurde er an die Deutsche Akademie für Städtebau und Landesplanung berufen, für die er zuletzt bis 1955 als Schriftführer wirkte und die ihn 1960 zum Ehrenmitglied ernannte. Beigesetzt wurde Mangner auf dem Poppelsdorfer Friedhof in Bonn.

## Ehrungen
- 24. September 1955: Bundesverdienstkreuz 1. Klasse[1]
- 1957: Cornelius-Gurlitt-Gedenkmünze der Deutschen Akademie für Städtebau und Landesplanung[1]

## Werk (Auswahl)

### Bauten
- Karte mit allen Koordinaten der Bauten:
- OSM |
- WikiMap

| Bauzeit   | Stadt Ortsteil                  | Adresse                                     | Bild           | Objekt                                                   | Maßnahme                                                                 | Anmerkungen                                  |
| --------- | ------------------------------- | ------------------------------------------- | -------------- | -------------------------------------------------------- | ------------------------------------------------------------------------ | -------------------------------------------- |
| 1912–1914 | Wuppertal Stadtbezirk Barmen    | Schwerinstraße Lage                         | weitere Bilder | Siedlung Schwerinstraße                                  | Neubau: Bauleitung (Bauherr: Allgemeine Baugenossenschaft Barmen)        | Denkmalschutz                                |
| 1912–1917 | Wuppertal Stadtbezirk Barmen    | Seydlitzstraße, Zietenstraße, Bürgerallee   | weitere Bilder | Siedlung Nordpark                                        | Neubau (mit August Hecker; Bauherr: Allgemeine Baugenossenschaft Barmen) |                                              |
| 1916      | Assevent                        | Avenue du Maréchal de lattre Lage           | weitere Bilder | Deutsch-französischer Soldatenfriedhof                   | Ausbau                                                                   |                                              |
| um 1920   | Wuppertal Stadtbezirk Elberfeld | Burgunderstraße 1–5 Lage                    | weitere Bilder | Siedlung Frankenplatz: Dreierhausgruppe                  | Neubau (Bauherr: Gemeinnütziger Bauverein zu Elberfeld)                  | Denkmalschutz                                |
| um 1920   | Wuppertal Stadtbezirk Elberfeld | Frankenplatz 29/31 Lage                     | weitere Bilder | Siedlung Frankenplatz: Wohnhaus                          | Neubau (Bauherr: Gemeinnütziger Bauverein zu Elberfeld)                  | Denkmalschutz                                |
| um 1920   | Wuppertal Stadtbezirk Elberfeld | Frankenplatz 33/35 Lage                     | weitere Bilder | Siedlung Frankenplatz: Wohnhaus                          | Neubau (Bauherr: Gemeinnütziger Bauverein zu Elberfeld)                  | Denkmalschutz                                |
| 1921      | Bonn Stadtbezirk Bad Godesberg  | Rolandstraße 45 Lage                        |                | Villa                                                    | Neubau                                                                   | Denkmalschutz                                |
| 1921      | Wuppertal Stadtbezirk Barmen    | Sedanstraße                                 |                | Ehrenmal für die Gefallenen des Realgymnasiums zu Barmen | Neubau                                                                   | 1967 von Eugen Busmann ergänzt               |
| 1921      | Wuppertal Stadtbezirk Elberfeld | Frankenplatz 6 Lage                         | weitere Bilder | Siedlung Frankenplatz: Wohnhaus                          | Neubau (mit Ernst Bast; Bauherr: Gemeinnütziger Bauverein zu Elberfeld)  | Denkmalschutz                                |
| 1921      | Wuppertal Stadtbezirk Elberfeld | Frankenplatz 13 Lage                        | weitere Bilder | Siedlung Frankenplatz: Wohnhaus                          | Neubau (mit Ernst Bast)                                                  | Denkmalschutz                                |
| 1921–1922 | Wuppertal Stadtbezirk Elberfeld | Friesenstraße 9–13 Lage                     | weitere Bilder | Siedlung Frankenplatz: Dreierhausgruppe                  | Neubau (Bauherr: Gemeinnütziger Bauverein zu Elberfeld)                  | Denkmalschutz                                |
| 1924–1926 | Wuppertal Stadtbezirk Elberfeld | Lage                                        | weitere Bilder | Schwebebahn: Station Döppersberg mit Geschäftshaus       | Neubau                                                                   | heutiger Name: „Hauptbahnhof“; Denkmalschutz |
| 1926      | Wuppertal Stadtbezirk Vohwinkel | Gustav-Freytag-Straße 10/12 Lage            | weitere Bilder | Doppelhaus                                               | Neubau                                                                   |                                              |
| 1926      | Wuppertal Stadtbezirk Barmen    | An der Bergbahn 14 Lage                     | weitere Bilder | Wohn- und Bürohaus C. J. Mangner                         | Neubau                                                                   | 1943 teilweise kriegszerstört                |
| 1927      | Wuppertal Stadtbezirk Barmen    | Wettinerstraße 50–56 Lage                   | weitere Bilder | Wohnhäuser                                               | Neubau (Bauherr: Bergische Terraingesellschaft)                          |                                              |
| 1927/1928 | Wuppertal Stadtbezirk Barmen    | Schubertstraße 42 Lage                      | weitere Bilder | Wohnhaus                                                 | Neubau                                                                   |                                              |
| 1951/1952 | Wuppertal Stadtbezirk Vohwinkel | Stackenbergstraße 21 Lage                   | weitere Bilder | Wohnhaus                                                 | Neubau (mit Wolf Rückle)                                                 |                                              |
| 1953      | Bonn Ortsteil Bonn-Castell      | Badener Straße 1–5 / Römerstraße 80–84 Lage |                | Bundessiedlung Badener Straße                            | Neubau                                                                   |                                              |
| 1954/1955 | Wuppertal Stadtbezirk Barmen    | Alter Markt 26–28 Lage                      | weitere Bilder | Wohn- und Geschäftsgebäude mit Lichtspieltheater Europa  | Umbau (?) Bauherr: Kurt Preschner                                        |                                              |

### Sonstiges
- nach 1910: Wuppertal, Gesamtbebauungsplan für den Nordwestabhang der Hardt (Siedlung Frankenplatz)[1]
- 1920: Wuppertal, Bebauungsplan für die Siedlung Lüntenbeck im gleichnamigen Wohnquartier (im Auftrag des Gartenheim-Bundes)[1]